# Patrick Cousot
Patrick Cousot (3 de dezembro de 1948) é um cientista da computação francês.
Juntamente com sua mulher Radhia Cousot (1947–2014) é originador da interpretação abstrata, uma influente técnica em métodos formais. Na década de 2000 trabalhou com métodos práticos de análise estatística de programas. Foi professor de ciência da computação da Escola Normal Superior de Paris desde 1991. Em março de 2008 tornou-se professor de ciênmcia da computação da Universidade de Nova Iorque.
É cavaleiro da Ordem Nacional do Mérito e da Ordem das Palmas Acadêmicas. 
Recebeu a Medalha John von Neumann IEEE de 2018.